# 象島號綜合登陸艦
象島號綜合登陸艦（HTMS Chang LPD-792）是泰國皇家海軍的一艘071ET型兩棲運輸船塢艦，舷號為792，名字來源於泰國的大象島（泰語中讀作“長”或者“閤昌”）。於2021年12月4日於滬東造船廠下水，2023年1月9日舉行出塢儀式。此後象島號於2023年4月9日交付，並於同月25日在泰國皇家海軍的梭桃邑海軍基地正式服役。該艦的武器和部分子系統將在返回泰國后由泰國海軍自行安裝。